# Weißes Palais (Belgrad)

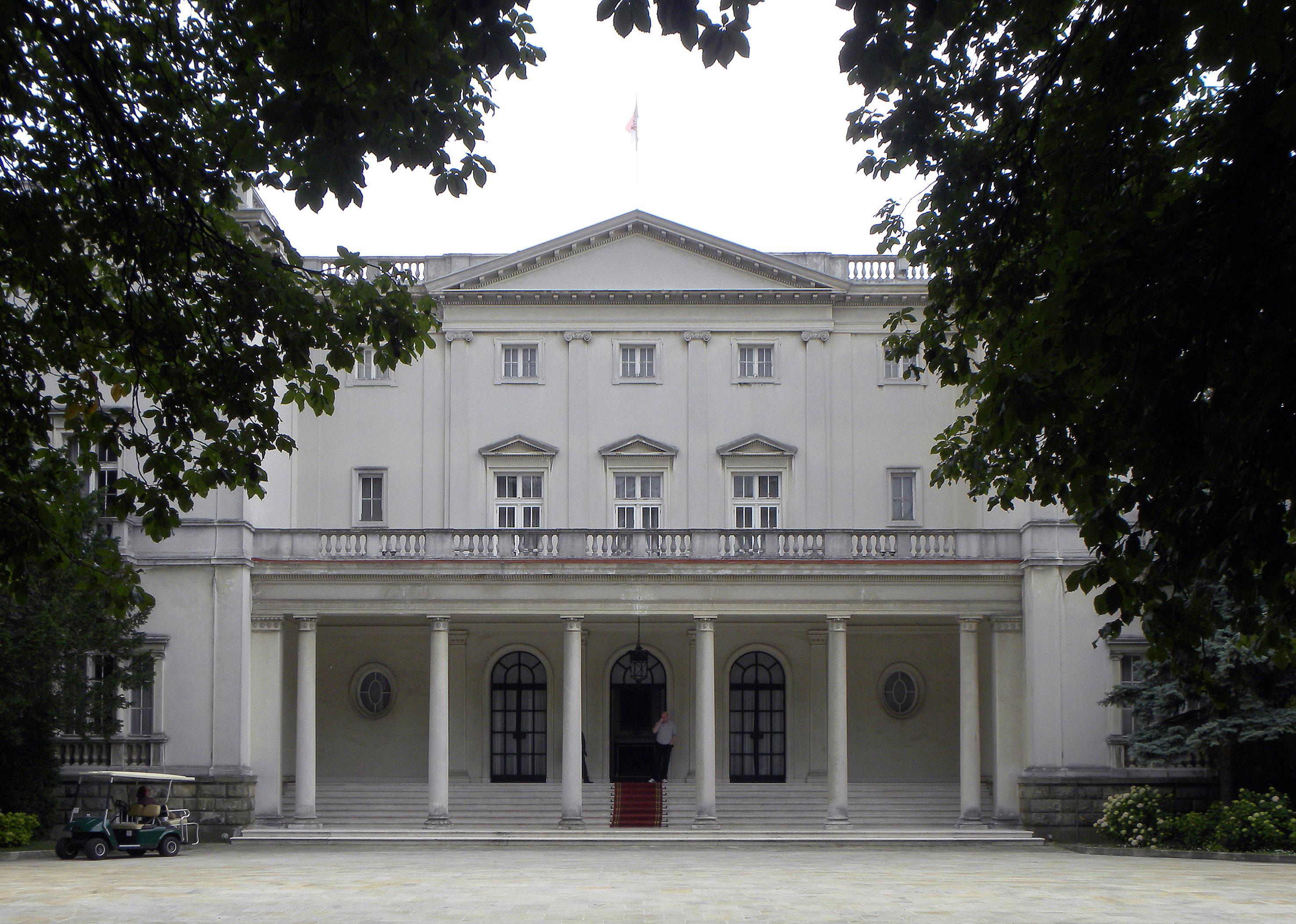
Das Weiße Palais zu Belgrad

Das Weiße Palais (serbisch Бели Двор Beli dwor) liegt zusammen mit dem Königlichen Schloss auf dem höchsten Hügel des Stadtviertels Dedinje in der serbischen Hauptstadt Belgrad.

## Beschreibung
Das Weiße Palais wurde ab 1934 vom Architekten Aleksandar Đorđević für König Alexander I. Karađorđević gebaut und 1937 fertiggestellt. Alexander I. wollte, während er im Königlichen Schloss residierte, eine eigene Wohnstätte für seine später erwachsenen Söhne, weswegen das kleinere Gebäude als Prinzenpalais gedacht war.
Es diente sowohl Josip Broz Tito als auch Slobodan Milošević als repräsentative Residenz und ist insbesondere durch die Verhandlungen während der Krisen in Bosnien und im Kosovo zwischen Richard Holbrooke, Madeleine Albright und Joschka Fischer mit Slobodan Milošević, die häufig im Weißen Palais abgehalten wurden, auch einer breiteren Öffentlichkeit bekannt geworden. Seit den politischen Veränderungen nach dem 5. Oktober 2000 ist das Palais wieder in Besitz der ehemaligen Königsfamilie.
Das Palais kann an Wochenenden besichtigt werden und beherbergt eine wertvolle Sammlung der europäischen Malerei von der Spätgotik bis zu Frühmoderne. Unter den Werken sind Gemälde von Eugène Fromentin, Simon Vouet, Nicolas Poussin, Sébastien Bourdon, ein Gemälde aus dem Umfeld Albrecht Altdorfers, ein Gemälde aus dem Umfeld Rembrandt van Rijns, Paolo Veronese, ein Gemälde aus dem Umfeld Breughels, zwei Gemälde Antonio Canalettos, Eugène Fromentin, Đura Jakšić, Steva Todorović, Skulpturen Ivan Meštrovićs und Vlaho Bukovacs.
Während der Regierung von Slobodan Milošević diente der Große Salon von 1997 bis 2000 als repräsentativer Empfangsort für ausländische Regierungschefs und hochrangige Diplomaten. Im Weißen Palais ist auch das wesentliche Dokument zur Beendigung des Kosovokrieges unterzeichnet worden.